# Lista de picos ultraproeminentes da África
Esta é a lista dos picos ultraproeminentes (com proeminência topográfica superior a 1500 metros) em África. A lista juntas cobre todos os picos ultraproeminentes da África. A coluna "Colo" denota a maior altitude à qual se deve descer de um destes picos para atingir outro mais alto; de notar que a altitude de qualquer pico é a soma da proeminência com a altitude do colo listado.

## Cordilheira do Atlas

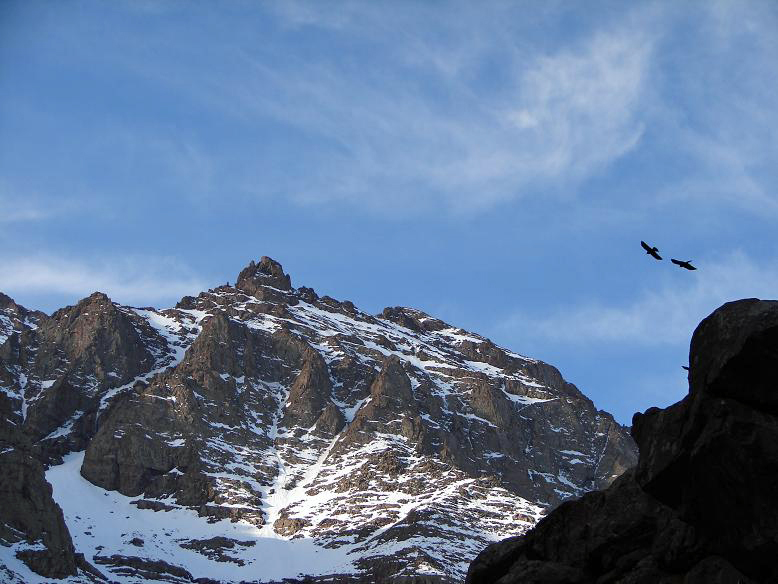
Jbel Toubkal, Marrocos

| N.º | Pico               | País     | Altitude (m) | Proeminência (m) | Colo (m) |
| --- | ------------------ | -------- | ------------ | ---------------- | -------- |
| 1   | Jbel Toubkal       | Marrocos | 4167         | 3755             | 412      |
| 2   | M'Goun             | Marrocos | 4071         | 1904             | 2167     |
| 3   | Koudiet Tirbirhine | Marrocos | 2456         | 1901             | 555      |
| 4   | Lalla Khedidja     | Argélia  | 2308         | 1720             | 588      |
| 5   | Adrar Bou Nasser   | Marrocos | 3340         | 1642             | 1698     |
| 6   | Djebel Chélia      | Argélia  | 2328         | 1612             | 716      |
| 7   | Jbel Igdet         | Marrocos | 3615         | 1609             | 2006     |

## Cordilheiras doDeserto do Saara

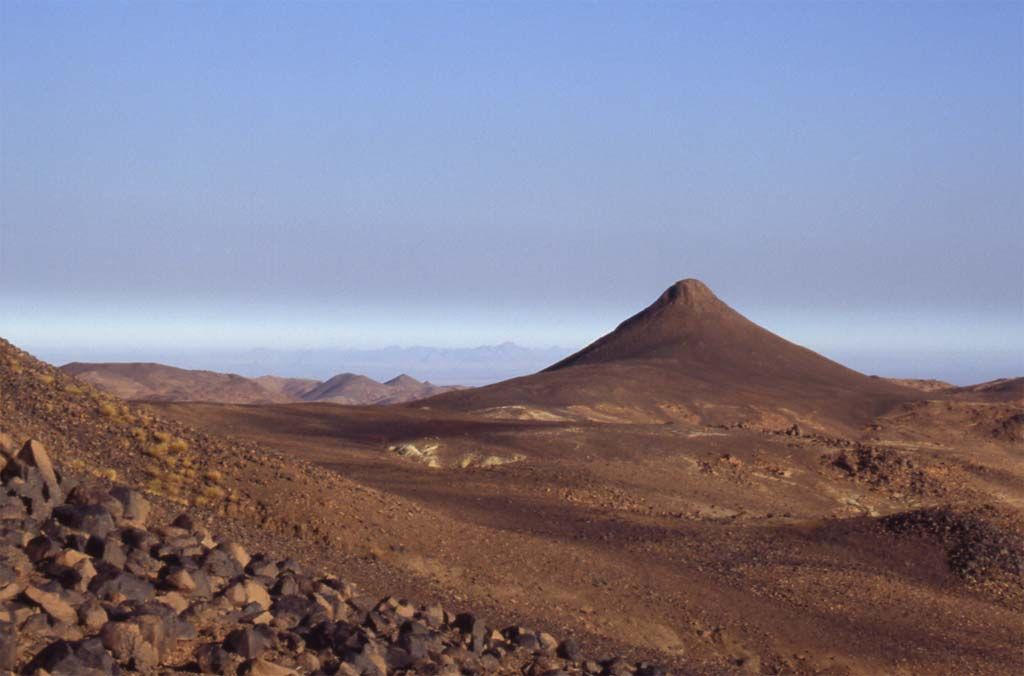
Monte Tahat, Argélia

| N.º | Pico        | País    | Altitude (m) | Proeminência (m) | Colo (m) |
| --- | ----------- | ------- | ------------ | ---------------- | -------- |
| 1   | Emi Koussi  | Chade   | 3445         | 2934             | 511      |
| 2   | Deriba      | Sudão   | 3042         | 2512             | 530      |
| 3   | Monte Tahat | Argélia | 2908         | 2328             | 580      |
| 4   | Toussidé    | Chade   | 3315         | 1593             | 1722     |

## Egito
| N.º | Pico                 | País  | Altitude (m) | Proeminência (m) | Colo (m) |
| --- | -------------------- | ----- | ------------ | ---------------- | -------- |
| 1   | Monte Santa Catarina | Egito | 2629         | 2404             | 225      |
| 2   | Shaiyb al-Banat      | Egito | 2187         | 1787             | 440      |

## Cabo Verde

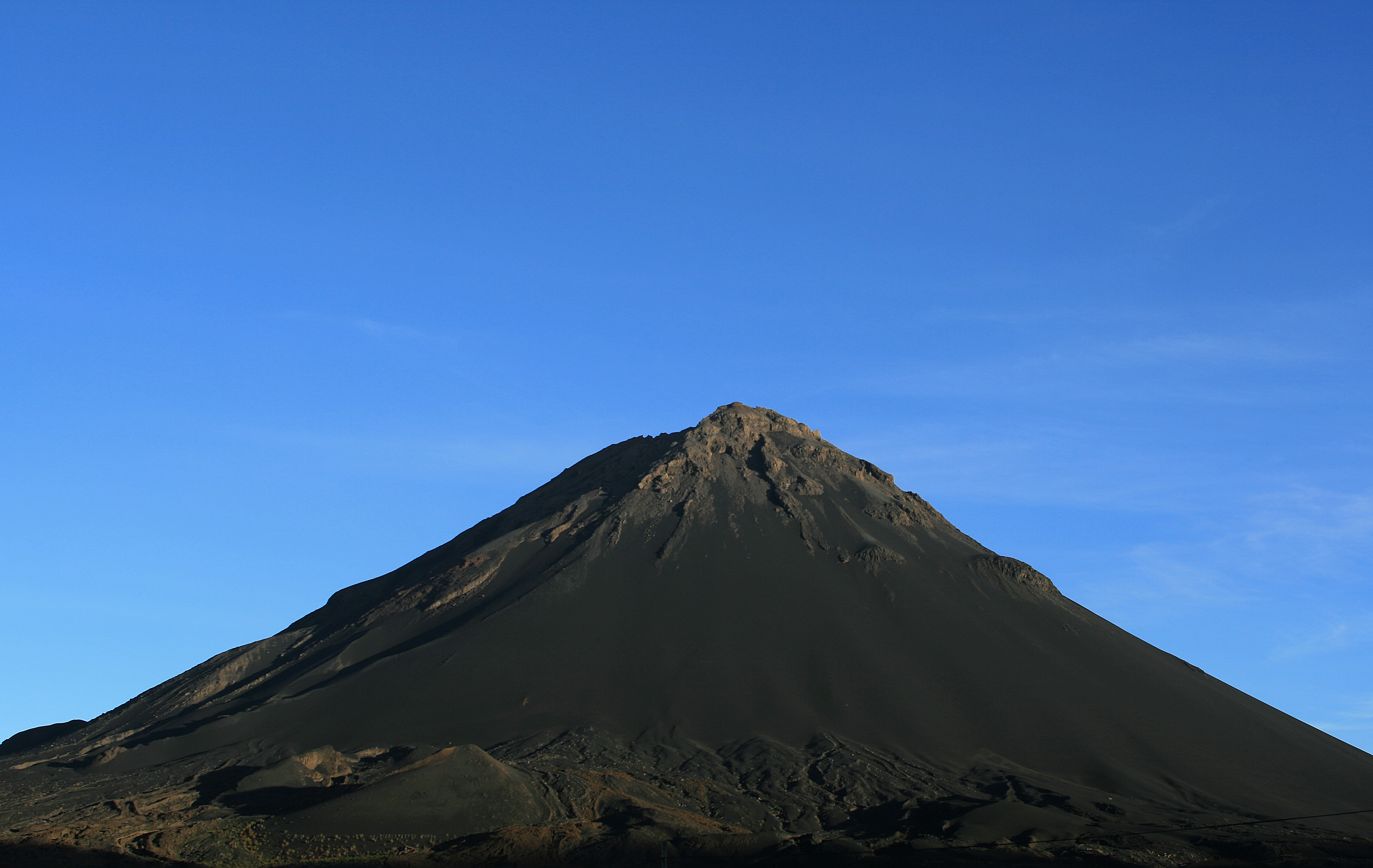
Monte Fogo, Cabo Verde

| N.º | Pico          | País                     | Altitude (m) | Proeminência (m) | Colo (m) |
| --- | ------------- | ------------------------ | ------------ | ---------------- | -------- |
| 1   | Monte Fogo    | Cabo Verde (Fogo)        | 2829         | 2829             | 0        |
| 2   | Topo da Coroa | Cabo Verde (Santo Antão) | 1979         | 1979             | 0        |

## África Ocidental
| N.º | Pico            | País       | Altitude (m) | Proeminência (m) | Colo (m) |
| --- | --------------- | ---------- | ------------ | ---------------- | -------- |
| 1   | Monte Bintumani | Serra Leoa | 1945         | 1665             | 280      |

## Linha vulcânica dos Camarões

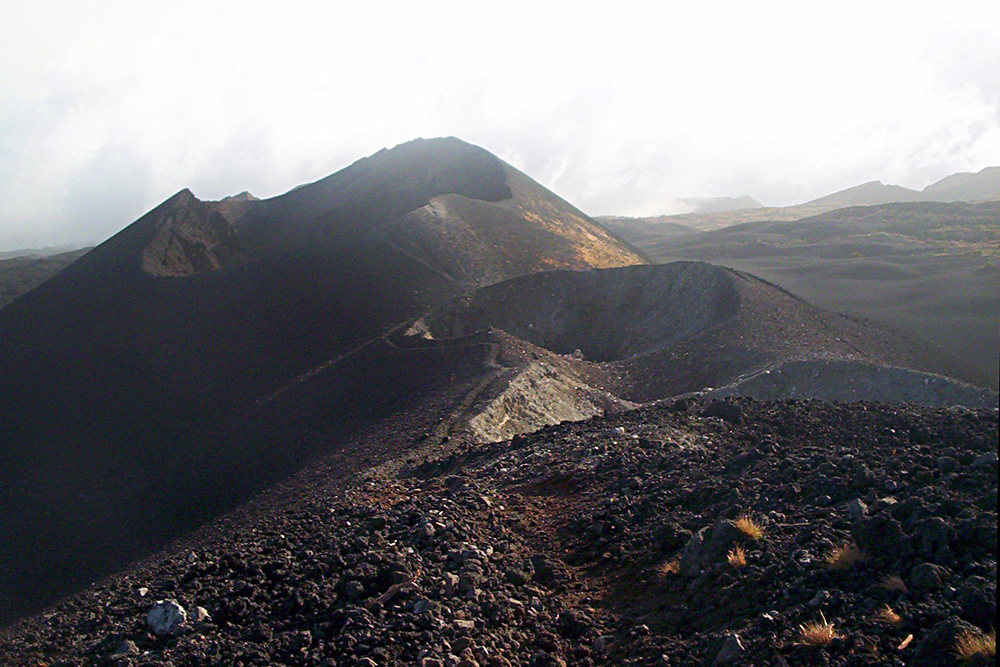
Monte Camarões, Camarões

| N.º | Pico                 | País                                   | Altitude (m) | Proeminência (m) | Colo (m) |
| --- | -------------------- | -------------------------------------- | ------------ | ---------------- | -------- |
| 1   | Monte Camarões       | Camarões                               | 4070         | 3931             | 139      |
| 2   | Pico Basilé          | Guiné Equatorial (Bioko)               | 3011         | 3011             | 0        |
| 3   | Monte Oku            | Camarões                               | 3011         | 2491             | 520      |
| 4   | Pico de São Tomé     | São Tomé e Príncipe (Ilha de São Tomé) | 2024         | 2024             | 0        |
| 5   | Gran Caldera de Luba | Guiné Equatorial (Bioko)               | 2261         | 1539             | 722      |

## Planalto da Etiópia

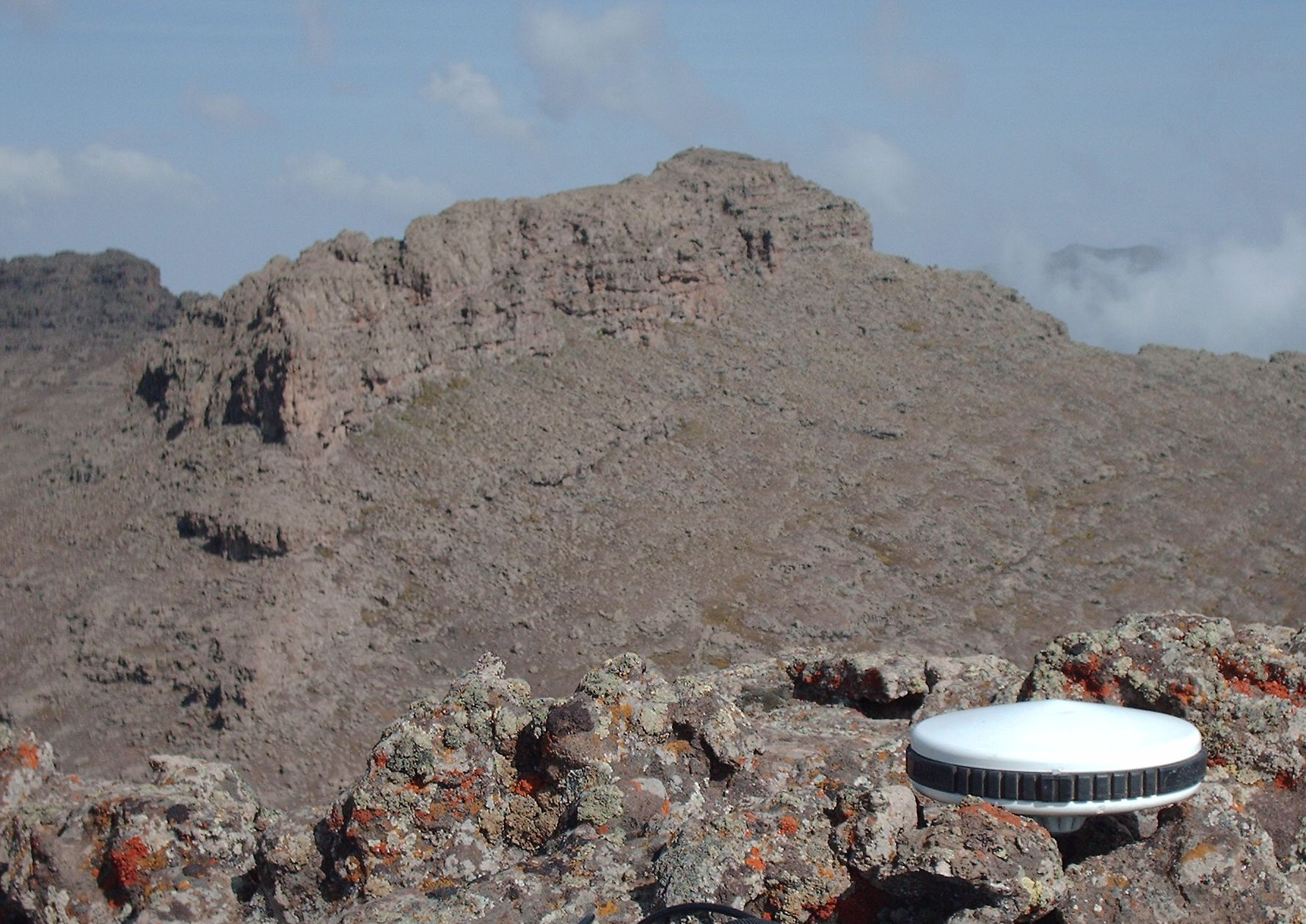
Ras Dashen, Etiópia

| N.º | Pico              | País                         | Altitude (m) | Proeminência (m) | Colo (m) |
| --- | ----------------- | ---------------------------- | ------------ | ---------------- | -------- |
| 1   | Ras Dashen        | Etiópia                      | 4533         | 3980             | 553      |
| 2   | Tullu Deemtu      | Etiópia                      | 4400         | 2527             | 1873     |
| 3   | Ch'ok'e           | Etiópia                      | 4100         | 2225             | 1875     |
| 4   | Argun             | Etiópia                      | 3418         | 2208             | 1210     |
| 5   | Amba Farit        | Etiópia                      | 4270         | 2061             | 2209     |
| 6   | Guge              | Etiópia                      | 3568         | 2013             | 1555     |
| 7   | Ramlo             | Eritreia                     | 2248         | 1920             | 328      |
| 8   | Monte Abuna Yosef | Etiópia                      | 4260         | 1909             | 2351     |
| 9   | Tulu Welel        | Etiópia                      | 3301         | 1742             | 1559     |
| 10  | Monte Smith       | Etiópia                      | 2560         | 1690             | 870      |
| 11  | Aggio             | Etiópia                      | 3358         | 1630             | 1728     |
| 12  | Argun Norte       | Etiópia                      | 3405         | 1610             | 1795     |
| 13  | Moussa Ali Terara | Djibuti / Eritreia / Etiópia | 2021         | 1607             | 414      |
| 14  | Bada              | Etiópia                      | 4195         | 1605             | 2590     |
| 15  | Belaya            | Etiópia                      | 2731         | 1601             | 1130     |
| 16  | Karkoor           | Somália                      | 2120         | 1598             | 522      |
| 17  | Mai Gudo          | Etiópia                      | 3359         | 1859             | 1770     |
| 18  | Dubbai            | Etiópia                      | 3950         | 1550             | 2400     |
| 19  | Guna Terara       | Etiópia                      | 4120         | 1510             | 2610     |
| 20  | Delo              | Etiópia                      | 3240         | 1510             | 1730     |
| 21  | Gara Muleta       | Etiópia                      | 3405         | 1502             | 1903     |

## Em torno doRift Albertino

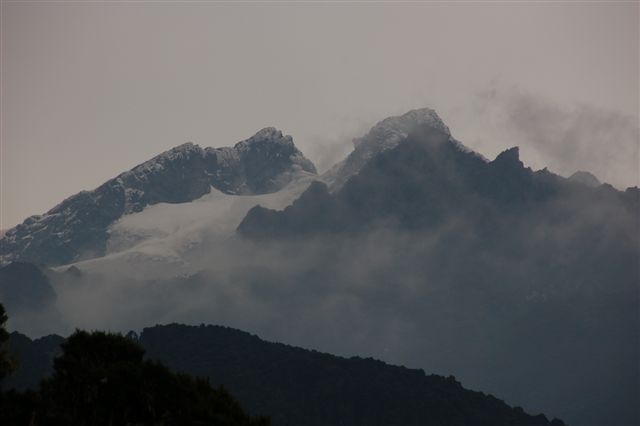
Monte Stanley, Uganda/R. D. Congo

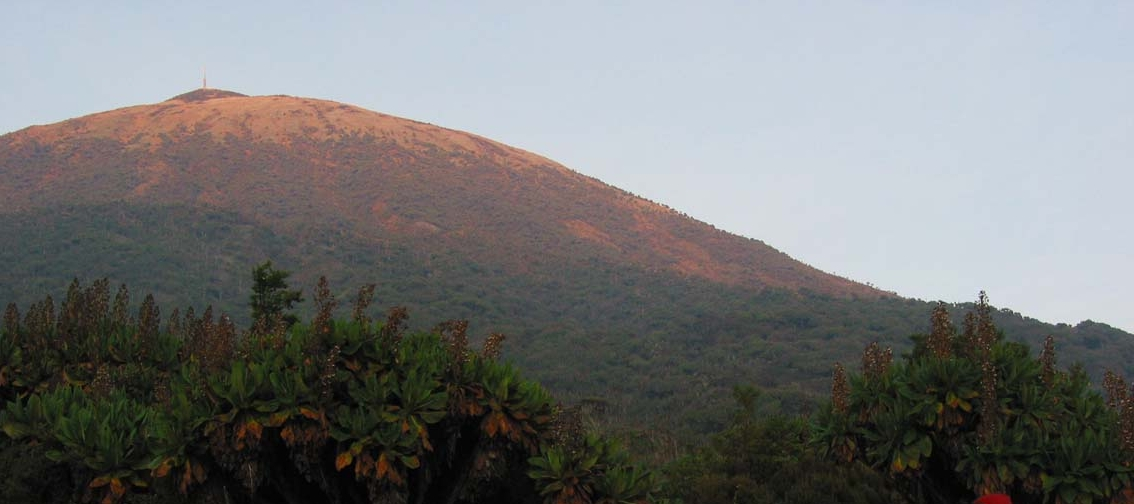
Monte Karisimbi, Ruanda

| N.º | Pico            | País                                    | Altitude (m) | Proeminência (m) | Colo (m) |
| --- | --------------- | --------------------------------------- | ------------ | ---------------- | -------- |
| 1   | Monte Stanley   | República Democrática do Congo / Uganda | 5109         | 3951             | 1158     |
| 2   | Monte Karisimbi | Ruanda / República Democrática do Congo | 4507         | 3312             | 1195     |
| 3   | Kinyeti         | Sudão do Sul                            | 3187         | 2120             | 1067     |
| 4   | Emogadong       | Sudão do Sul                            | 2623         | 1730             | 893      |
| 5   | Kabobo          | República Democrática do Congo          | 2725         | 1604             | 1121     |
| 6   | Monte Mohi      | República Democrática do Congo          | 3480         | 1592             | 1888     |
| 7   | Wuhevi          | República Democrática do Congo          | 3095         | 1570             | 1525     |
| 8   | Monte Muhabura  | Ruanda / Uganda                         | 4127         | 1530             | 2597     |

## Em torno doRift Africano Oriental

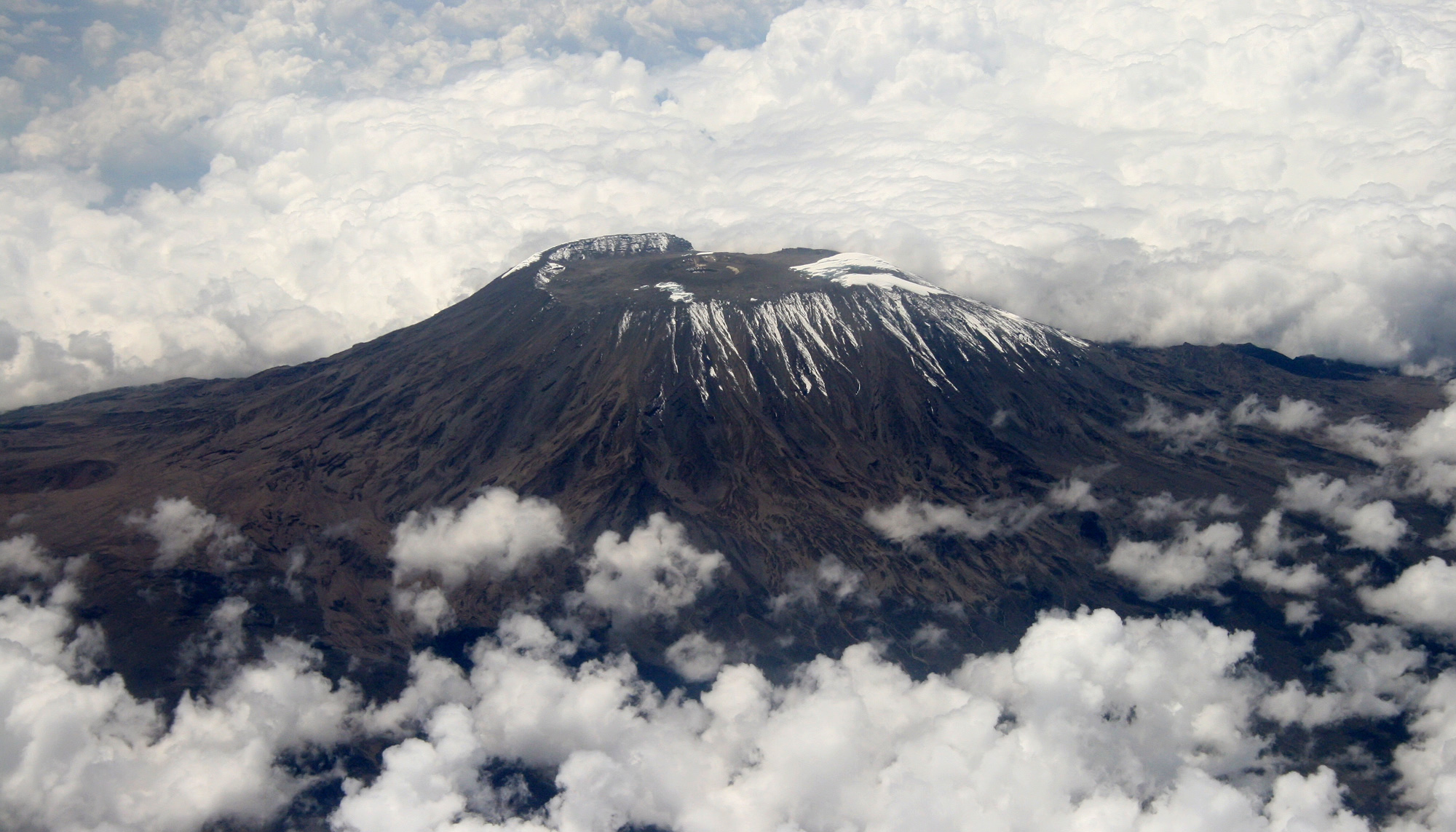
Monte Kilimanjaro, Tanzânia

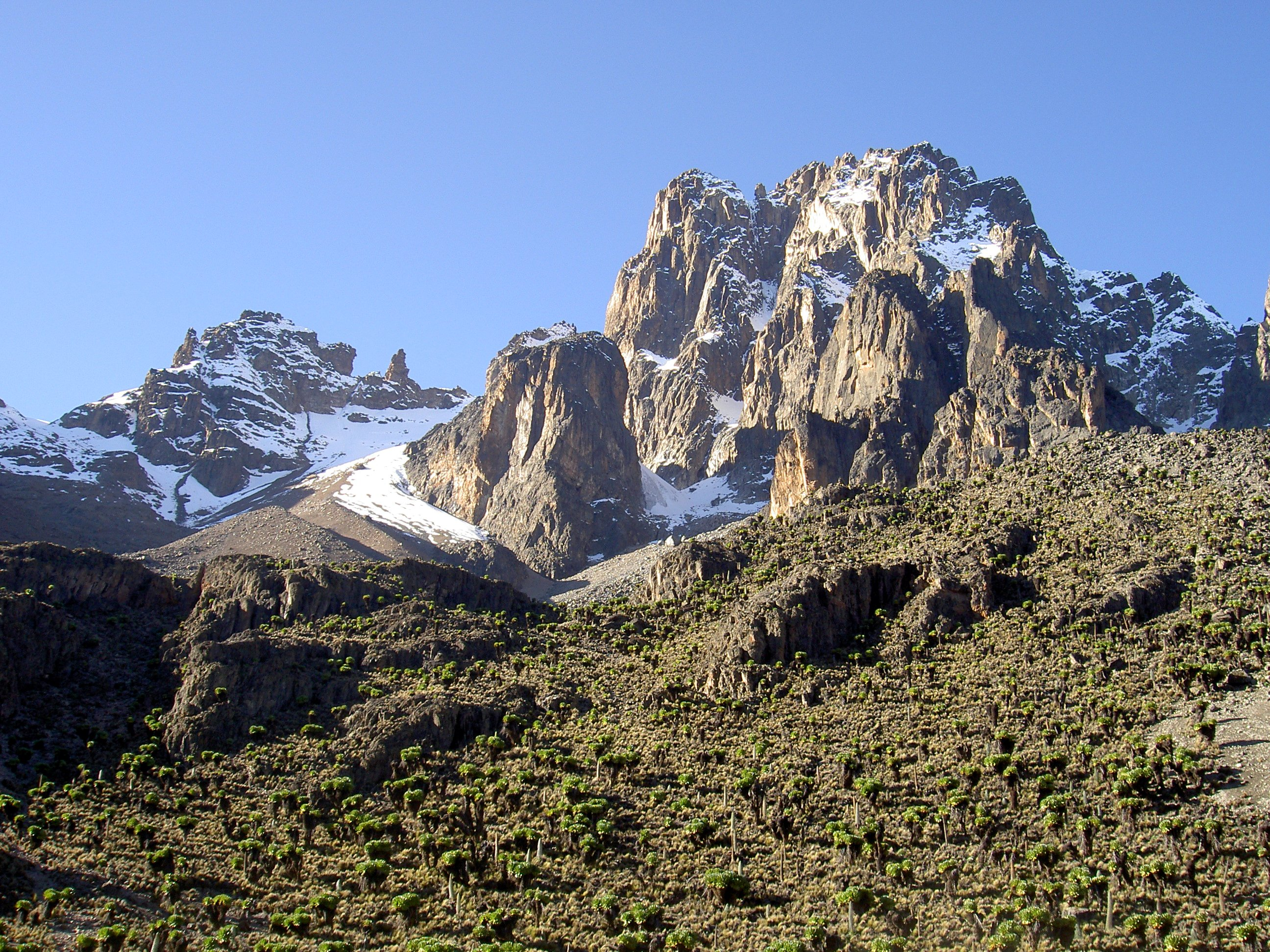
Monte Quénia, Quénia

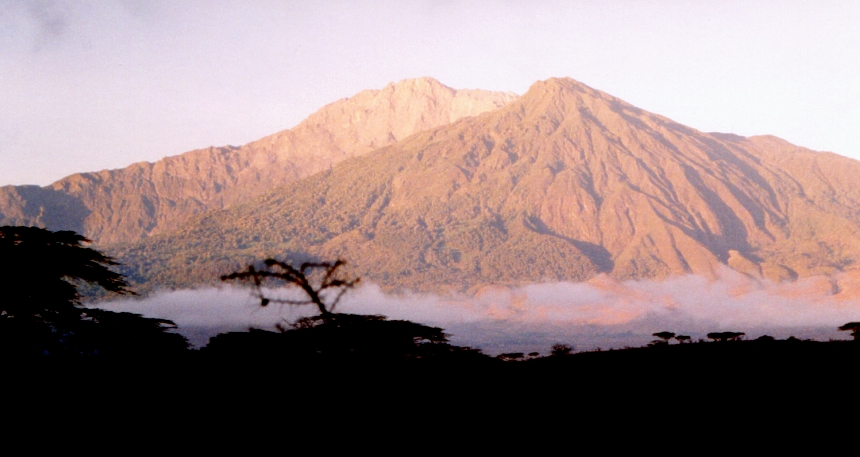
Monte Meru, Tanzânia

| N.º | Pico              | País       | Altitude (m) | Proeminência (m) | Colo (m) |
| --- | ----------------- | ---------- | ------------ | ---------------- | -------- |
| 1   | Monte Kilimanjaro | Tanzânia   | 5895         | 5885             | 10       |
| 2   | Monte Quénia      | Quênia     | 5199         | 3825             | 1374     |
| 3   | Monte Meru        | Tanzânia   | 4565         | 3170             | 1395     |
| 4   | Monte Elgon       | Uganda     | 4321         | 2458             | 1863     |
| 5   | Maciço de Mulanje | Malawi     | 3002         | 2319             | 683      |
| 6   | Kimhandu          | Tanzânia   | 2653         | 2121             | 532      |
| 7   | Monte Satima      | Quênia     | 4001         | 2081             | 1920     |
| 8   | Monte Hanang      | Tanzânia   | 3420         | 2050             | 1370     |
| 9   | Loolmalassin      | Tanzânia   | 3682         | 2040             | 1642     |
| 10  | Gelai             | Tanzânia   | 2948         | 1930             | 1018     |
| 11  | Moroto            | Uganda     | 3083         | 1818             | 1265     |
| 12  | Kitumbeine        | Tanzânia   | 2858         | 1770             | 1088     |
| 13  | Chepunyal         | Quênia     | 3334         | 1759             | 1575     |
| 14  | Monte Namuli      | Moçambique | 2419         | 1757             | 662      |
| 15  | Shengena          | Tanzânia   | 2464         | 1750             | 714      |
| 16  | Sungwi            | Tanzânia   | 2300         | 1730             | 570      |
| 17  | Monte Kadam       | Uganda     | 3063         | 1690             | 1373     |
| 18  | Mtorwi            | Tanzânia   | 2980         | 1688             | 1292     |
| 19  | Monte Kulal       | Quênia     | 2285         | 1542             | 743      |
| 20  | Karenga           | Tanzânia   | 2279         | 1529             | 750      |
| 21  | Monte Ng'iro      | Quênia     | 2848         | 1501             | 1347     |

## Planalto Sul-Africano

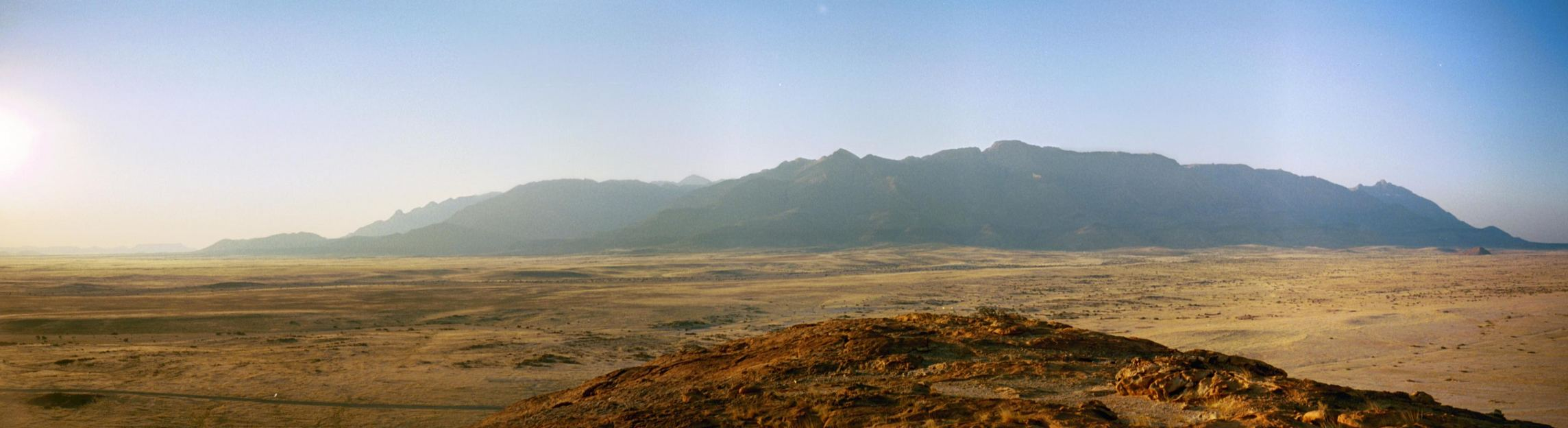
Monte Brandberg, Namíbia

| N.º | Pico               | País          | Altitude (m) | Proeminência (m) | Colo (m) |
| --- | ------------------ | ------------- | ------------ | ---------------- | -------- |
| 1   | Thabana Ntlenyana  | Lesoto        | 3482         | 2390             | 1092     |
| 2   | Monte Brandberg    | Namíbia       | 2606         | 1802             | 804      |
| 3   | Pico Du Toits      | África do Sul | 1995         | 1730             | 265      |
| 4   | Monte Tama         | Angola        | 2489         | 1610             | 879      |
| 5   | Seweweekspoortpiek | África do Sul | 2325         | 1543             | 782      |
| 6   | Monte Nyangani     | Zimbabwe      | 2592         | 1515             | 1077     |
| 7   | Morro do Moco      | Angola        | 2620         | 1510             | 1110     |

## Madagáscare ilhas próximas

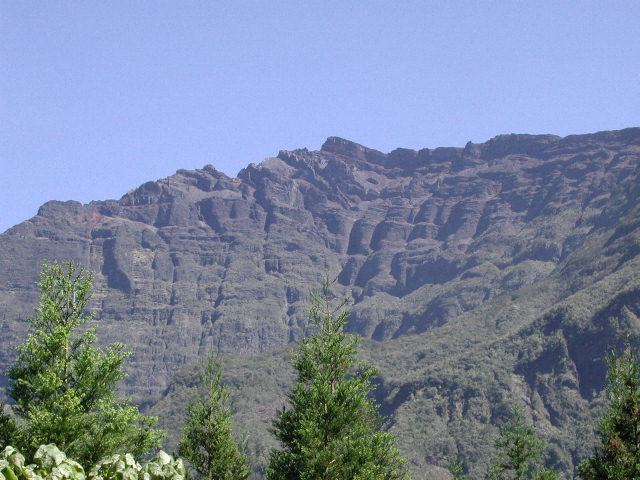
Piton des Neiges, Reunião

| N.º | Pico             | País                    | Altitude (m) | Proeminência (m) | Colo (m) |
| --- | ---------------- | ----------------------- | ------------ | ---------------- | -------- |
| 1   | Piton des Neiges | França (Reunião)        | 3069         | 3069             | 0        |
| 2   | Maromokotro      | Madagáscar              | 2876         | 2876             | 0        |
| 3   | Monte Karthala   | Comores (Grande Comore) | 2361         | 2361             | 0        |
| 4   | Pic Boby         | Madagáscar              | 2658         | 1875             | 783      |
| 5   | Tsiafajavona     | Madagáscar              | 2643         | 1663             | 980      |
| 6   | Ntingui          | Comores (Anjouan)       | 1595         | 1595             | 0        |